# Hamish Stuart

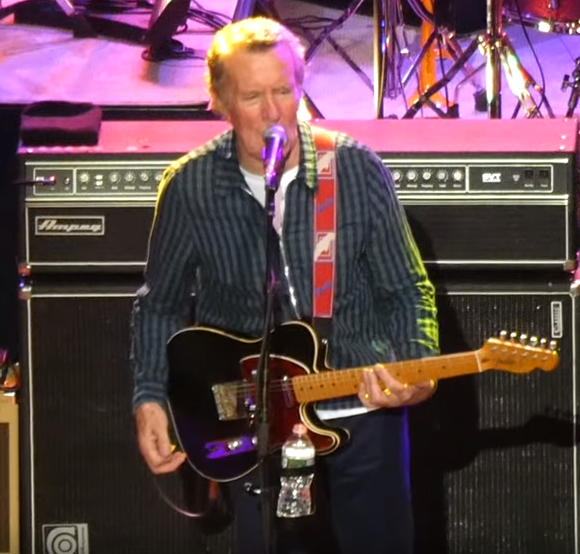
Hamish Stuart, 2019

Hamish Stuart (* 8. Oktober 1949 in Glasgow) ist ein schottischer Soulmusiker, der vor allem als Sänger, Gitarrist und Bassist der Average White Band (AWB) bekannt wurde.
Er war 1972 eines der Gründungsmitglieder der AWB, in der er bis zur Trennung 1982 spielte. Ab etwa 1990 war er Mitglied von Paul McCartneys Begleitband. Außerdem ist er unter anderem auf Platten von Aretha Franklin, George Benson, Chaka Khan, David Sanborn, Jim Mullen und den Easy Pieces zu hören. 1999 erschien Stuarts Solodebüt Sooner or Later, auf dem traditioneller Soul-Funk zu hören ist. Das zweite Album Let It Snow folgte 2003.